# Agostino Cantù
Agostino Cantù   (Milà, 24 d'abril de 1878 - São Paulo, 27 de desembre de 1943) fou un director d'orquestra italià que va viure al Brasil.
Va arribar al Brasil el 1908 contractat pel recentment creat Conservatori Dramàtic i Musical de São Paulo i va formar dotzenes de pianistes i compositors clàssics brasilers, com Guido Santórsola, Francisco Mignone, Savino De Benedictis i João de Sousa Lima.
El seu nom es va donar a un carrer del barri de Butantã, a São Paulo (Rua Agostinho Cantu).